# Pavel Künl
Pavel Künl, češki slikar, * 8. marec 1817, Mladá Boleslav, Češka, † 5. junij 1871, Ljubljana.
Künl je v letih od 1842 do 1844 študiral slikarstvo na Dunaju. Od 1844 je živel v Ljubljani in tu se mu je rodila hči Ida, ki jo je poučeval slikarstva. Slikal je predvsem v olju, ukvarjal pa se je tudi z akvareli ter delal gledališke kulise in razne dekoracije. Pod vplivom dunajskega bidermajerja je slikal portrete, krajine in številne religiozne podobe (oltarne slike, križevi poti). Künlovo Obrežje Ljubljanice (1847) je dokumentarna podoba zdaj močno spremenjenega dela stare Ljubljane in šteje med prve kvalitetne krajinske slike v slovenski umetnosti 19. stoletja.
Med deli, ki jih je Künl ustvaril v Slovenji, je tudi slika Marijino vnebovzetje v glavnem oltarju župnijske cerkve v Fari.